# Pittsfield, Massachusetts
Pittsfield är en stad (city) i Berkshire County i delstaten  Massachusetts, USA, med cirka 45 793 invånare (2000). Pittsfield är administrativ huvudort (county seat) i Berkshire County. 
Den första bosättningen här ägde rum 1743, Pittsfield blev stad 1761. Under 1900-talet var staden känd för tillverkning av elektriska maskiner, ylletyger och sedelpapper. Den var även populär som frilufts- och turistort.

## Kända personer från Pittsfield
- Martha Coakley, politiker
- Adrian Pasdar, skådespelare
- Emily Robison, countrymusiker